# Правительство Донецкой Народной Республики
Прави́тельство Доне́цкой Наро́дной Респу́блики — орган исполнительной власти подконтрольной России Донецкой Народной Республики. До 2018 года называлось Совет министров Донецкой Народной Республики.

## Полномочия
Правительство Донецкой Народной Республики осуществляет свою деятельность на основании Главы 6 Конституции Донецкой Народной Республики, законов и правовых актов Главы Донецкой Народной Республики.
Председатель Правительства Донецкой Народной Республики назначается Главой Донецкой Народной Республики с согласия Народного Совета Донецкой Народной Республики.
Заместители Председателя Правительства Донецкой Народной Республики, министры и руководители иных республиканских органов исполнительной власти Донецкой Народной Республики назначаются и освобождаются от должности Главой Донецкой Народной Республики по предложению Председателя Правительства Донецкой Народной Республики, за исключением министров и руководителей иных республиканских органов исполнительной власти, указанных пункте 24 части 1 статьи 59 настоящей Конституции.
В состав Правительства Донецкой Народной Республики входят Председатель Правительства Донецкой Народной Республики, его заместители, министры. Решением Главы Донецкой Народной Республики в его состав могут быть включены руководители иных республиканских органов исполнительной власти ДНР.
В 2018 году был принят Закон «О Правительстве Донецкой Народной Республики», который наделил Правительство ДНР правом законодательной инициативы.

## Временное коалиционное правительство
Толпа, захватившая ОГА 6 апреля, 7 апреля 2014 года провозгласила Донецкую Народную Республику в границах Донецкой области. Депутаты Донецкой областной госадминистрации внеочередное заседание не проводили, вместо них поднятием рук «голосовали» объявившие себя «народным облсоветом» люди из пророссийских образований. Они же в захваченном зале приняли решение провести «референдум» о признании ДНР.

### Известные члены временного коалиционного правительства
| Должность                                                                       | Ф. И. О.                          | Портрет | Назначение     | Примечание                                                         |
| Сопредседатель Временного правительства, Глава временного правительства         | Пушилин, Денис Владимирович       |         | 8 апреля 2014  |                                                                    |
| Сопредседатель Временного правительства                                         | Руденко, Мирослав Владимирович    |         | 8 апреля 2014  |                                                                    |
| Сопредседатель Временного правительства по внешним связям                       | Белоус, Иван Григорьевич          |         | 8 апреля 2014  |                                                                    |
| Сопредседатель Временного правительства, Глава пресс-службы                     | Хряков, Александр Витальевич      |         | 8 апреля 2014  |                                                                    |
| Сопредседатель Временного правительства ответственный за проведение референдума | Литвинов, Борис Алексеевич        |         | 8 апреля 2014  |                                                                    |
| Сопредседатель Временного правительства                                         | Пургин, Андрей Евгеньевич         |         | 8 апреля 2014  |                                                                    |
| Сопредседатель Временного правительства                                         | Черняков, Вадим Витальевич        |         | 8 апреля 2014  |                                                                    |
| Сопредседатель Временного правительства                                         | Искандеров, Джавад                |         | 8 апреля 2014  |                                                                    |
| Сопредседатель Временного правительства по силовому блоку, Министр обороны      | Хакимзянов, Игорь Евгеньевич      |         | 8 апреля 2014  | 7 мая 2014 арестован в Мариуполе                                   |
| Сопредседатель Временного правительства                                         | Баранов, Леонид Витальевич        |         | 8 апреля 2014  | 18 апреля 2014 арестован во время переговоров в Донецком аэропорту |
| Член правительства                                                              | Соколенко, Роман Леонидович       |         | 8 апреля 2014  |                                                                    |
| Член правительства                                                              | Цыплаков, Сергей Геннадиевич      |         | 8 апреля 2014  |                                                                    |
| Член правительства                                                              | Васьковский, Александр Евгеньевич |         | 8 апреля 2014  |                                                                    |
| Член правительства                                                              | Солнцев, Николай Фёдорович        |         | 8 апреля 2014  |                                                                    |
| Министр иностранных дел                                                         | Губарева, Екатерина Юрьевна       |         | 10 апреля 2014 |                                                                    |
| Глава ЦИК ДНР                                                                   | Иванов, Сергей                    |         | 8 апреля 2014  | позже его сменил Лягин, Роман Викторович                           |

## Правительство Александра Бородая (16 мая 2014 г.)
Первоначальное правительство ДНР, утверждённое 16 мая, имело следующий состав:
| Должность                                                               | Ф. И. О.                           | Портрет | Назначение  | Примечание                                                  |
| Председатель Совета министров                                           | Бородай, Александр Юрьевич         |         | 16 мая 2014 |                                                             |
| Первый заместитель Председателя Совета министров                        | Пургин, Андрей Евгеньевич          |         | 16 мая 2014 |                                                             |
| Заместитель Председателя Совета министров по экономике                  | Семенов, Александр Александрович   |         | 16 мая 2014 |                                                             |
| Заместитель Председателя Совета министров по социальной политике        | Калюсский, Александр Аркадьевич    |         | 16 мая 2014 |                                                             |
| Заместитель Председателя Совета министров — Министр образования и науки | Мармазова, Татьяна Ивановна        |         | 16 мая 2014 | Опровергла своё назначение                                  |
| Министр иностранных дел                                                 | Губарева, Екатерина Юрьевна        |         | 16 мая 2014 |                                                             |
| Министр экономического развития                                         | Подгорный, Владимир Васильевич     |         | 16 мая 2014 |                                                             |
| Министр топлива и энергетики                                            | Грановский, Алексей Иванович       |         | 16 мая 2014 | Подал в отставку 20 мая 2014 Впоследствии остался на посту. |
| Министр финансов                                                        | Матющенко, Екатерина Сергеевна     |         | 16 мая 2014 |                                                             |
| Министр по налогам и сборам                                             | Савченко, Петр Алексеевич          |         | 16 мая 2014 |                                                             |
| Министр строительства и архитектуры                                     | Яблонский, Петр Иванович           |         | 16 мая 2014 |                                                             |
| Министр информации и массовых коммуникаций                              | Хряков, Александр Витальевич       |         | 16 мая 2014 | до 7 июня 2014                                              |
| Министр транспорта                                                      | Сидельников, Александр Викторович  |         | 16 мая 2014 |                                                             |
| Министр связи                                                           | Хардиков, Николай Николаевич       |         | 16 мая 2014 |                                                             |
| Министр угольной промышленности                                         | Ивакин, Игорь Васильевич           |         | 16 мая 2014 | до 4 августа 2014                                           |
| Министр здравоохранения                                                 | Щербаков, Константин Сергеевич     |         | 16 мая 2014 | Не принял должность                                         |
| Министр культуры                                                        | Воронина, Наталья Ивановна         |         | 16 мая 2014 | Не приняла должность                                        |
| Министр спорта и туризма                                                | Мишин, Михаил Викторович           |         | 16 мая 2014 |                                                             |
| Министр сельского хозяйства и продовольствия                            | Синяговский, Юрий Николаевич       |         | 16 мая 2014 |                                                             |
| Министр жилищно-коммунального хозяйства                                 | Рассадников, Валерий Яковлевич     |         | 16 мая 2014 |                                                             |
| Министр юстиции                                                         | Писаренко, Вячеслав Викторович     |         | 16 мая 2014 | Опроверг своё назначение                                    |
| Министр обороны                                                         | Стрелков, Игорь Иванович           |         | 16 мая 2014 |                                                             |
| Министр внутренних дел                                                  | Ковальчук, Олег Анатольевич        |         | 16 мая 2014 | Опроверг своё назначение                                    |
| Министр труда и социальной политики                                     | Лягин, Роман Викторович            |         | 16 мая 2014 |                                                             |
| Глава службы безопасности                                               | Ходаковский, Александр Сергеевич   |         | 16 мая 2014 | Подал в отставку 16 июля 2014                               |
| Генеральный прокурор                                                    | Гринюк, Дмитрий Михайлович         |         | 16 мая 2014 | Подал в отставку 23 мая 2014                                |
| Управляющий делами Совета Министров                                     | Литвинов, Борис Алексеевич         |         | 16 мая 2014 | 23 июля 2014 избран Председателем Республиканского Собрания |
| Военный комендант города Донецк                                         | Захарченко, Александр Владимирович |         | 16 мая 2014 | 6 июля 2014 передал полномочия Игорю Стрелкову              |
| Глава Контрольно-ревизионное управления                                 | Белик, Игорь Борисович             |         | 16 мая 2014 | Опроверг своё назначение                                    |
| Глава Департамента по связям с общественностью                          | Блоха, Елена Владимировна          |         | 16 мая 2014 | Подала в отставку 25 мая 2014                               |

### Изменения
| Должность                                                                                 | Ф. И. О.                        | Портрет | Назначение     | Примечание |
| Генеральный прокурор                                                                      | Халиков, Равиль Закариевич      |         | 23 мая 2014    |            |
| Глава Департамента по связям с общественностью                                            | Кульбацкая, Клавдия Юрьевна     |         | 25 мая 2014    |            |
| Министр культуры                                                                          | Лекстутес, Юрий Олегович        |         | 19 мая 2014    |            |
| Министр информации и массовых коммуникаций                                                | Никитина, Елена Николаевна      |         | 7 июня 2014    |            |
| Министр здравоохранения                                                                   | Пруцких, Андрей Владимирович    |         | 7 июня 2014    |            |
| Военный комендант города Донецк                                                           | Стрелков, Игорь Иванович        |         | 6 июля 2014    |            |
| Первый заместитель Председателя Совета министров по вопросам государственной безопасности | Антюфеев, Владимир Юрьевич      |         | 10 июля 2014   |            |
| Министр внутренних дел                                                                    | Береза, Олег Владимирович       |         | 17 июля 2014   |            |
| Министр государственной безопасности                                                      | Пинчук, Андрей Юрьевич          |         | 17 июля 2014   |            |
| Заместитель Председателя Совета министров по социальным вопросам                          | Караман, Александр Акимович     |         | 21 июля 2014   |            |
| Заместитель Председателя Совета министров по вопросам промышленности                      | Калюсский, Александр Аркадьевич |         | 21 июля 2014   |            |
| Министр совета министров — Управляющий делами совета министров                            | Михайлов, Евгений Эдуардович    |         | 28 июля 2014   |            |
| Заместитель Председателя Совета министров по финансовой и экономической политике          | Сиренко, Олег Александрович     |         | 28 июля 2014   |            |
| Министр образования и науки                                                               | Костенок, Игорь Владимирович    |         | 4 августа 2014 |            |

7 августа 2014 года Председатель Совета министров Донецкой Народной Республики Александр Бородай подал в отставку.

## Первое правительство Александра Захарченко (с 7 августа 2014 г.)
7 августа 2014 года Александр Захарченко принял пост Председателя Совета министров Донецкой Народной Республики от Александра Бородай, а на следующий день Александр Захарченко был утверждён в этой должности Верховным советом Донецкой Народной Республики, после чего принял присягу и приступил к исполнению обязанностей с Советом министров в следующем составе:
| Должность                                                                                 | Ф. И. О.                           | Портрет | Назначение     | Примечание |
| Председатель Совета министров                                                             | Захарченко, Александр Владимирович |         | 7 августа 2014 | |
| Генеральный советник — Первый заместитель Председателя Совета министров                   | Бородай, Александр Юрьевич         |         | 7 августа 2014 | до 20 октября 2014                                                                                            |
| Первый заместитель Председателя Совета министров                                          | Пургин, Андрей Евгеньевич          |         | 16 мая 2014    | |
| Первый заместитель Председателя Совета министров по вопросам государственной безопасности | Антюфеев, Владимир Юрьевич         |         | 10 июля 2014   | до 23 сентября 2014                                                                                           |
| Заместитель Председателя Совета министров по финансовой и экономической политике          | Сиренко, Олег Александрович        |         | 28 июля 2014   | |
| Заместитель Председателя Совета министров по социальным вопросам                          | Караман, Александр Акимович        |         | 21 июля 2014   | |
| Заместитель Председателя Совета министров по вопросам промышленности                      | Калюсский, Александр Аркадьевич    |         | 21 июля 2014   | |
| Министр иностранных дел                                                                   | Губарева, Екатерина Юрьевна        |         | 16 мая 2014    | 15 августа 2014 была освобождена от занимаемой должности и переведена на должность заместителя главы МИД ДНР. |
| Министр экономического развития                                                           | Подгорный, Владимир Васильевич     |         | 16 мая 2014    | |
| Министр топлива и энергетики                                                              | Грановский, Алексей Иванович       |         | 16 мая 2014    | |
| Министр финансов                                                                          | Матющенко, Екатерина Сергеевна     |         | 16 мая 2014    | |
| Министр по налогам и сборам                                                               | Савченко, Петр Алексеевич          |         | 16 мая 2014    | До 12 сентября 2014                                                                                           |
| Министр строительства и архитектуры                                                       | Яблонский, Петр Иванович           |         | 16 мая 2014    | |
| Министр информации и массовых коммуникаций                                                | Никитина, Елена Николаевна         |         | 7 июня 2014    | |
| Министр транспорта                                                                        | Сидельников, Александр Викторович  |         | 16 мая 2014    | |
| Министр связи                                                                             | Хардиков, Николай Николаевич       |         | 16 мая 2014    | |
| Министр угольной промышленности                                                           | Ивакин, Игорь Васильевич           |         | 16 мая 2014    | |
| Министр здравоохранения                                                                   | Пруцких, Андрей Владимирович       |         | 7 июня 2014    | 15 октября 2014 освобожден от занимаемой должности                                                            |
| Министр культуры и туризма                                                                | Лекстутес, Юрий Олегович           |         | 19 мая 2014    | 7 декабря 2014 был снят с поста и арестован. Находился «на подвале» до 2015                                   |
| Министр спорта и туризма                                                                  | Мишин, Михаил Викторович           |         | 16 мая 2014    | |
| Министр агропромышленной политики и продовольствия                                        | Синяговский, Юрий Николаевич       |         | 16 мая 2014    | 8 сентября 2014 освобожден от занимаемой должности                                                            |
| Министр жилищно-коммунального хозяйства                                                   | Рассадников, Валерий Яковлевич     |         | 16 мая 2014    | |
| Министр обороны                                                                           | Стрелков, Игорь Иванович           |         | 16 мая 2014    | 14 августа 2014 подал в отставку                                                                              |
| Министр внутренних дел                                                                    | Береза, Олег Владимирович          |         | 17 июля 2014   | |
| Министр труда и социальной политики                                                       | Лягин, Роман Викторович            |         | 16 мая 2014    | по 26 сентября 2014                                                                                           |
| Министр образования и науки                                                               | Костенок, Игорь Владимирович       |         | 5 августа 2014 | |
| Министр государственной безопасности                                                      | Пинчук, Андрей Юрьевич             |         | 17 июля 2014   | |
| Генеральный прокурор                                                                      | Халиков, Равиль Закариевич         |         | 23 мая 2014    | до 23 сентября 2014                                                                                           |
| Министр Совета Министров                                                                  | Михайлов, Евгений Эдуардович       |         | 28 июля 2014   | |
| Глава Департамента по связям с общественностью                                            | Кульбацкая, Клавдия Юрьевна        |         | 25 мая 2014    | |

### Изменения
25 августа 2014 Министерство угольной промышленности вошло в состав Министерства топливо-энергетического комплекса.
| Должность                                                                                                  | Ф. И. О.                            | Портрет | Назначение       | Примечание              |
| Министр обороны                                                                                            | Кононов, Владимир Петрович          |         | 14 августа 2014  |                         |
| Министр иностранных дел                                                                                    | Караман, Александр Акимович         |         | 15 августа 2014  | до 28 августа 2014 года |
| Министр агропромышленной политики и продовольствия                                                         | Красильников, Алексей Анатольевич   |         | 8 сентября 2014  |                         |
| Министр доходов и сборов                                                                                   | Тимофеев, Александр Юрьевич         |         | 12 сентября 2014 |                         |
| Первый заместитель Председателя Совета министров по вопросам государственной безопасности                  | Халиков, Равиль Закариевич          |         | 23 сентября 2014 |                         |
| Генеральный прокурор                                                                                       | Ремизов, Алексей Борисович          |         | 23 сентября 2014 |                         |
| Министр по вопросам гражданской обороны, чрезвычайных ситуаций и ликвидации последствий стихийных бедствий | Кострубицкий, Алексей Александрович |         | 26 сентября 2014 |                         |
| Министр труда и социальной политики                                                                        | Третьяков, Сергей Викторович        |         | 26 сентября 2014 |                         |
| Министр здравоохранения                                                                                    | Кучковой, Виктор Викторович         |         | 20 октября 2014  |                         |
| Министр юстиции                                                                                            | Филиппова, Екатерина Владимировна   |         | 22 октября 2014  |                         |

Указом Главы ДНР Александра Захарченко № 1 от 4 ноября 2014 г. была утверждена отставка Совета министров ДНР

## Второе правительство Александра Захарченко (с 12 ноября 2014 г.)
После проведения выборов Главы ДНР, в соответствии с действующей конституцией республики новый Глава государства Александр Захарченко своим Указом № 9 от 12 ноября 2014 года утвердил новый состав Совета министров республики в следующем составе:
| Должность                                                                                                  | Ф. И. О.                            | Портрет | Назначение      | Примечание                                                                                         |
| Председатель Совета министров                                                                              | Захарченко, Александр Владимирович  |         | 12 ноября 2014  | |
| Первый заместитель председателя Совета министров                                                           | Александров, Алексей Георгиевич     |         | С сентября 2014 | |
| и. о. министра юстиции                                                                                     | Филиппова, Екатерина Владимировна   |         | 12 ноября 2014  | до 18 марта 2015                                                                                   |
| Министр доходов и сборов                                                                                   | Тимофеев, Александр Юрьевич         |         | 12 ноября 2014  | |
| Министр строительства и жилищно-коммунального хозяйства                                                    | Рассадников, Валерий Яковлевич      |         | 12 ноября 2014  | |
| Министр здравоохранения                                                                                    | Кучковой, Виктор Викторович         |         | 12 ноября 2014  | |
| и. о. министра образования и науки                                                                         | Костенок, Игорь Владимирович        |         | 12 ноября 2014  | до 5 мая 2015                                                                                      |
| Министр молодёжи, спорта и туризма                                                                         | Мишин, Михаил Викторович            |         | 12 ноября 2014  | до 5 сентября 2017                                                                                 |
| Министр транспорта                                                                                         | Кузьменко, Семён Александрович      |         | 12 ноября 2014  | |
| Министр труда и социальной политики                                                                        | Малиновская, Ольга Викторовна       |         | 12 ноября 2014  | |
| Министр финансов                                                                                           | Матющенко, Екатерина Сергеевна      |         | 12 ноября 2014  | |
| Министр по вопросам гражданской обороны, чрезвычайных ситуаций и ликвидации последствий стихийных бедствий | Кострубицкий, Алексей Александрович |         | 12 ноября 2014  | |
| Министр обороны                                                                                            | Кононов, Владимир Петрович          |         | 12 ноября 2014  | |
| и. о. Министра аграрной промышленности и продовольствия                                                    | Камара Алию Фэмиевич                |         | 17 ноября 2014  | 15 декабря 2014 был арестован и до 2018 года находился в СИЗО, хотя с должности официально не снят |
| Министр государственной безопасности                                                                       | Пинчук, Андрей Юрьевич              |         | 12 ноября 2014  | До 1 марта 2015                                                                                    |
| Министр внутренних дел                                                                                     | Береза, Олег Владимирович           |         | 12 ноября 2014  | До 1 марта 2015                                                                                    |
| Министр иностранных дел                                                                                    | Кофман, Александр Игоревич          |         | 12 ноября 2014  | До 22 февраля 2016                                                                                 |
| Министр связи                                                                                              | Яценко, Виктор Вячеславович         |         | 12 ноября 2014  | |
| Министр экономического развития                                                                            | Самохина, Евгения Викторовна        |         | 12 ноября 2014  | |
| и. о. министра Совета Министров                                                                            | Кучмистая, Наталья Геннадьевна      |         | 12 ноября 2014  | До 12 января 2015                                                                                  |

### Изменения
12 января 2015 года была упразднена должность Министра совета министров.
12 февраля 2016 года было учреждено новое Министерство промышленности и торговли.
| Должность                                                 | Ф. И. О.                          | Портрет | Назначение      | Примечание                                        |
| Министр угля и энергетики                                 | Файницкий, Евгений Эдуардович     |         | 2 декабря 2014  | с 21 ноября 2014 был исполняющим обязанности      |
| Министр культуры                                          | Парецкий, Александр Александрович |         | 27 июня 2015    | С 8 декабря 2014 года был исполняющим обязанности |
| и. о. министра агропромышленной политики и продовольствия | Савенко, Максим Юрьевич           |         | 2 февраля 2015  |                                                   |
| и. о. министра информации                                 | Никитина, Елена Николаевна        |         | 18 февраля 2015 |                                                   |
| и. о. министр угля и энергетики                           | Дубовский, Руслан Михайлович      |         | 24 февраля 2014 |                                                   |
| Министр внутренних дел                                    | Дикий, Алексей Александрович      |         | 15 апреля 2015  | С 1 марта 2015 был исполняющим обязанности        |
| и. о. министра государственной безопасности               | Сепашвили, Георгий Валерианович   |         | 1 марта 2015    | До 25 марта 2015                                  |
| и. о. министра юстиции                                    | Радомская, Елена Владимировна     |         | 18 марта 2015   |                                                   |
| Министр государственной безопасности                      | Лукашевич, Сергей Иванович        |         | 25 марта 2015   |                                                   |
| Министр образования и науки                               | Полякова, Лариса Петровна         |         | 5 мая 2015      |                                                   |
| и. о. министра иностранных дел                            | Никонорова, Наталья Юрьевна       |         | 23 февраля 2016 |                                                   |
| и. о. министра промышленности и торговли                  | Грановский, Алексей Иванович      |         | 12 февраля 2016 |                                                   |
| и. о. министра молодёжи, спорта и туризма                 | Громаков, Александр Юрьевич       |         | 6 сентября 2017 |                                                   |

## Правительство Александра Захарченко (до 7 сентября 2018 г.)
Правительство отправлено в отставку врио Главы ДНР Денисом Пушилиным 7 сентября 2018 года.
| Должность                                                                                                  | Ф. И. О.                            | Портрет | Назначение        | Примечание |
| И. о. Председателя Совета министров                                                                        | Пушилин, Денис Владимирович         |         | 7 сентября 2018   | |
| и. о. Руководителя Аппарата Совета Министров                                                               | Ковыршин, Дмитрий Александрович     |         | октябрь 2015      | Согласно Указу Главы ДНР от 1.09.2016 № 288-1 «Об обеспечении деятельности Совета Министров Донецкой Народной Республики» Аппарат Совета Министров ДНР был ликвидирован (http://dnr-online.ru/apparat-soveta-ministrov/ Архивная копия от 28 сентября 2017 на Wayback Machine) |
| и. о. заместителя Председателя Совета Министров, министр доходов и сборов                                  | Тимофеев, Александр Юрьевич         |         | 12 ноября 2014    | |
| и. о. заместителя Председателя Совета Министров, министр финансов                                          | Матющенко, Екатерина Сергеевна      |         | 12 ноября 2014    | |
| и. о. заместителя Председателя Совета Министров, первый заместитель Руководителя Администрации Главы ДНР   | Трапезников, Дмитрий Викторович     |         | 11 апреля 2016    | |
| и. о. министра агропромышленной политики и продовольствия                                                  | Михайлов, Иван Петрович             |         | 25 марта 2015     | снят 8 февраля 2017 |
| Министр внутренних дел                                                                                     | Дикий, Алексей Александрович        |         | 15 апреля 2015    | Генерал-полковник полиции |
| Министр государственной безопасности                                                                       | Павленко, Владимир Николаевич       |         | 14 декабря 2015   | |
| Министр здравоохранения                                                                                    | Кучковой, Виктор Викторович         |         | 12 ноября 2014    | |
| и. о. министра иностранных дел                                                                             | Никонорова, Наталья Юрьевна         |         | 23 февраля 2016   | |
| и. о. министра информации                                                                                  | Никитина, Елена Николаевна          |         | 18 февраля 2015   | снята 8 февраля 2017 |
| и. о. министра информации                                                                                  | Антипов Игорь Юрьевич               |         | 9 февраля 2017    | |
| Министр культуры                                                                                           | Желтяков, Михаил Васильевич         |         | 3 ноября 2015     | |
| и. о. министра молодёжи, спорта и туризма                                                                  | Громаков, Александр Юрьевич         |         | 6 сентября 2017\| | |
| Министр обороны                                                                                            | Кононов, Владимир Петрович          |         | 14 августа 2014   | |
| Министр образования и науки                                                                                | Полякова, Лариса Петровна           |         | 5 мая 2015        | |
| Министр по вопросам гражданской обороны, чрезвычайных ситуаций и ликвидации последствий стихийных бедствий | Кострубицкий, Алексей Александрович |         | 12 ноября 2014    | |
| и. о. министра промышленности и торговли                                                                   | Грановский, Алексей Иванович        |         | 12 февраля 2016   | |
| Министр транспорта                                                                                         | Кузьменко, Семён Александрович      |         | 12 ноября 2014    | |
| Министр связи                                                                                              | Яценко, Виктор Вячеславович         |         | 12 ноября 2014    | |
| Министр строительства и жилищно-коммунального хозяйства                                                    | Наумец, Сергей Сергеевич            |         | 17 сентября 2015  | |
| и. о. министра транспорта                                                                                  | Андриенко, Игорь Альбертович        |         | 17 марта 2016     | |
| и. о. министра труда и социальной политики                                                                 | Малиновская, Ольга Викторовна       |         | 17 марта 2016     | |
| и. о. министра угля и энергетики                                                                           | Дубовский, Руслан Михайлович        |         | 27 февраля 2015   | |
| и. о. министра экономического развития                                                                     | Романюк, Виктория Валерьевна        |         | 18 ноября 2015    | |
| и. о. министра юстиции                                                                                     | Радомская, Елена Владимировна       |         | 18 марта 2015     | |

## Правительство Дениса Пушилина (с 7 сентября 2018 по 18 октября 2018)
| Должность | Ф. И. О.                            | Портрет | Назначение       | Примечание                |
| И. о. Председателя Совета министров                                                                                         | Пушилин, Денис Владимирович         |         | 7 сентября 2018  |                           |
| и. о. заместителя Председателя Совета Министров (функциональный блок (департамент) анализа и стратегического развития)      | Ананченко, Александр Евгеньевич     |         | 7 сентября 2018  |                           |
| и. о. заместителя Председателя Совета Министров (функциональный блок (департамент) социальной политики)                     | Антонов, Владимир Николаевич        |         | 7 сентября 2018  |                           |
| и. о. заместителя Председателя Совета Министров (функциональный блок (департамент) по бюджету и финансам), министр финансов | Матющенко, Екатерина Сергеевна      |         | 12 ноября 2014   |                           |
| и. о. министра агропромышленной политики и продовольствия                                                                   | Горячев, Владимир Николаевич        |         | 7 сентября 2018  |                           |
| и. о. министра внутренних дел                                                                                               | Дикий, Алексей Александрович        |         | 15 апреля 2015   | генерал-полковник полиции |
| и. о. министра обороны | Кононов, Владимир Петрович          |         | 14 августа 2014  |                           |
| и. о. министра государственной безопасности                                                                                 | Павленко, Владимир Николаевич       |         | 14 декабря 2015  |                           |
| и. о. министра доходов и сборов                                                                                             | Лавренов, Евгений Евгеньевич        |         | 7 сентября 2018  |                           |
| и. о. министра здравоохранения                                                                                              | Оприщенко, Александр Александрович  |         | 9 декабря 2016   |                           |
| и. о. министра иностранных дел                                                                                              | Никонорова, Наталья Юрьевна         |         | 23 февраля 2016  |                           |
| и. о. министра информации                                                                                                   | Антипов Игорь Юрьевич               |         | 9 февраля 2017   |                           |
| и. о. министра культуры | Желтяков, Михаил Васильевич         |         | 3 ноября 2015    |                           |
| и. о. министра молодёжи, спорта и туризма                                                                                   | Громаков, Александр Юрьевич         |         | 6 сентября 2017  |                           |
| и. о. министра образования и науки                                                                                          | Горохов, Евгений Васильевич         |         | 7 сентября 2018  |                           |
| и. о. министра по делам гражданской обороны, чрезвычайным ситуациям и ликвидации последствий стихийных бедствий             | Кострубицкий, Алексей Александрович |         | 12 ноября 2014   |                           |
| и. о. министра промышленности и торговли                                                                                    | Ильин, Сергей Викторович            |         | 7 сентября 2018  |                           |
| и. о. министра транспорта                                                                                                   | Подлипанов, Дмитрий Викторович      |         | 11 июля 2018     |                           |
| и. о. министра связи | Яценко, Виктор Вячеславович         |         | 12 ноября 2014   |                           |
| и. о. министра строительства и жилищно-коммунального хозяйства                                                              | Наумец, Сергей Сергеевич            |         | 17 сентября 2015 |                           |
| и. о. министра труда и социальной политики                                                                                  | Толстыкина, Лариса Валентиновна     |         | 17 марта 2016    |                           |
| и. о. министра угля и энергетики                                                                                            | Нестеренко, Анатолий Александрович  |         | 5 марта 2018     |                           |
| и. о. министра экономического развития                                                                                      | Романюк, Виктория Валерьевна        |         | 18 ноября 2015   |                           |
| и. о. министра юстиции | Сироватко, Юрий Николаевич          |         | 7 сентября 2018  |                           |

## Правительство Александра Ананченко (с 18 октября 2018 г. по 3 декабря)
| Должность | Ф. И. О.                            | Портрет | Назначение       | Примечание                                                                      |
| И. о. Председателя Совета министров                                                                                         | Ананченко, Александр Евгеньевич     |         | 18 октября 2018  | с 7 сентября по 18 октября 2018 и. о. заместителя Председателя Совета Министров |
| и. о. заместителя Председателя Совета Министров                                                                             | Мартынов, Игорь Юрьевич             |         | 18 октября 2018  |                                                                                 |
| и. о. заместителя Председателя Совета Министров (функциональный блок (департамент) социальной политики)                     | Антонов, Владимир Николаевич        |         | 7 сентября 2018  |                                                                                 |
| и. о. заместителя Председателя Совета Министров (функциональный блок (департамент) по бюджету и финансам), министр финансов | Матющенко, Екатерина Сергеевна      |         | 12 ноября 2014   |                                                                                 |
| и. о. министра агропромышленной политики и продовольствия                                                                   | Горячев, Владимир Николаевич        |         | 7 сентября 2018  |                                                                                 |
| и. о. министра внутренних дел                                                                                               | Дикий, Алексей Александрович        |         | 15 апреля 2015   |                                                                                 |
| и. о. министра государственной безопасности                                                                                 | Павленко, Владимир Николаевич       |         | 14 декабря 2015  |                                                                                 |
| и. о. министра доходов и сборов                                                                                             | Лавренов, Евгений Евгеньевич        |         | 7 сентября 2018  |                                                                                 |
| и. о. министра здравоохранения                                                                                              | Оприщенко, Александр Александрович  |         | 9 декабря 2016   |                                                                                 |
| и. о. министра иностранных дел                                                                                              | Никонорова, Наталья Юрьевна         |         | 23 февраля 2016  |                                                                                 |
| и. о. министра информации                                                                                                   | Антипов Игорь Юрьевич               |         | 9 февраля 2017   |                                                                                 |
| и. о. министра культуры | Желтяков, Михаил Васильевич         |         | 3 ноября 2015    |                                                                                 |
| и. о. министра молодёжи, спорта и туризма                                                                                   | Громаков, Александр Юрьевич         |         | 6 сентября 2017  |                                                                                 |
| и. о. министра образования и науки                                                                                          | Горохов, Евгений Васильевич         |         | 7 сентября 2018  |                                                                                 |
| и. о. министра по делам гражданской обороны, чрезвычайным ситуациям и ликвидации последствий стихийных бедствий             | Кострубицкий, Алексей Александрович |         | 12 ноября 2014   |                                                                                 |
| и. о. министра промышленности и торговли                                                                                    | Ильин, Сергей Викторович            |         | 7 сентября 2018  |                                                                                 |
| и. о. министра транспорта                                                                                                   | Подлипанов, Дмитрий Викторович      |         | 11 июля 2018     |                                                                                 |
| и. о. министра связи | Яценко, Виктор Вячеславович         |         | 12 ноября 2014   |                                                                                 |
| и. о. министра строительства и жилищно-коммунального хозяйства                                                              | Наумец, Сергей Сергеевич            |         | 17 сентября 2015 |                                                                                 |
| и. о. министра труда и социальной политики                                                                                  | Толстыкина, Лариса Валентиновна     |         | 17 марта 2016    |                                                                                 |
| и. о. министра угля и энергетики                                                                                            | Нестеренко, Анатолий Александрович  |         | 5 марта 2018     |                                                                                 |
| и. о. министра экономического развития                                                                                      | Романюк, Виктория Валерьевна        |         | 18 ноября 2015   |                                                                                 |
| и. о. министра юстиции | Сироватко, Юрий Николаевич          |         | 7 сентября 2018  |                                                                                 |

## Второе правительство Александра Ананченко (с 3 декабря 2018 по 8 июня 2022)
| Должность                                                                                                | Ф. И. О.                            | Портрет | Назначение                          | Примечание |
| Председатель Правительства                                                                               | Ананченко, Александр Евгеньевич     |         | 2 декабря 2018                      | с 7 сентября по 18 октября 2018 и. о. заместителя Председателя Совета Министров, с 18 октября по 2 декабря 2018 И. о. Председателя Правительства |
| Заместитель Председателя Правительства                                                                   | Антонов, Владимир Николаевич        |         | 2 декабря 2018                      | с 7 сентября по 2 декабря 2018 И. о. |
| Заместитель Председателя Правительства                                                                   | Переверзева, Татьяна Викторовна     |         | 2 декабря 2018                      | |
| И. о. Заместителя Председателя Правительства                                                             | Ежиков, Владимир Владимирович       |         | 21 марта 2022                       | |
| Заместитель Председателя Правительства                                                                   | Пашков, Владимир Игоревич           |         | с 19 апреля 2019 по 1 ноября 2021   | |
| Заместитель Председателя Правительства                                                                   | Мартынов, Игорь Юрьевич             |         | 2 декабря 2018 по 16 мая 2019       | с 18 октября по 2 декабря 2018 И. о. |
| Министр агропромышленной политики и продовольствия                                                       | Крамаренко, Артем Александрович     |         | 3 декабря 2018                      | |
| Министр внутренних дел                                                                                   | Дикий, Алексей Александрович        |         | 15 апреля 2015                      | |
| Министр государственной безопасности                                                                     | Павленко, Владимир Николаевич       |         | 14 декабря 2015                     | |
| Министр доходов и сборов                                                                                 | Лавренов, Евгений Евгеньевич        |         | с 3 декабря 2018 по 24 марта 2022   | с 7 сентября по 3 декабря 2018 И. о. |
| Министр доходов и сборов                                                                                 | Рудаков, Алексей Сергеевич          |         | И. о. с 25 марта 2022               | |
| Министр здравоохранения                                                                                  | Долгошапко, Ольга Николаевна        |         | с 3 декабря 2018 по 12 июля 2020    | |
| Министр здравоохранения                                                                                  | Оприщенко, Александр Александрович  |         | И. о. с 13 июля 2020                | И. о. с 9 декабря 2016 по декабрь 2018 |
| Министр иностранных дел                                                                                  | Никонорова, Наталья Юрьевна         |         | 23 февраля 2016                     | |
| Министр информации                                                                                       | Антипов Игорь Юрьевич               |         | 9 февраля 2017                      | |
| Министр культуры                                                                                         | Желтяков, Михаил Васильевич         |         | 3 ноября 2015                       | |
| Министр молодёжи, спорта и туризма                                                                       | Громаков, Александр Юрьевич         |         | 6 сентября 2017                     | |
| Министр образования и науки                                                                              | Горохов, Евгений Васильевич         |         | с 3 декабря 2018 по 18 июня 2019    | с 7 сентября по 3 декабря 2018 И. о. |
| Министр образования и науки                                                                              | Кушаков, Михаил Николаевич          |         | с 19 июня 2019                      | |
| Министр по делам гражданской обороны, чрезвычайным ситуациям и ликвидации последствий стихийных бедствий | Кострубицкий, Алексей Александрович |         | 12 ноября 2014                      | |
| Министр промышленности и торговли                                                                        | Арматов, Эдуард Викторович          |         | с 3 декабря 2018 по 19 марта 2020   | |
| Министр промышленности и торговли                                                                        | Рущак, Владимир Михайлович          |         | с 20 марта 2020                     | |
| Министр транспорта                                                                                       | Подлипанов, Дмитрий Викторович      |         | 3 декабря 2018                      | с 11 июля по 3 декабря 2018 И. о. |
| Министр связи                                                                                            | Яценко, Виктор Вячеславович         |         | с 12 ноября 2014 по 11 октября 2019 | |
| Министр связи                                                                                            | Халепа, Игорь Николаевич            |         | 7 октября 2020                      | И. о. с 14 октября 2019 по 7 октября 2020 |
| Министр строительства и жилищно-коммунального хозяйства                                                  | Наумец, Сергей Сергеевич            |         | 17 сентября 2015                    | |
| Министр труда и социальной политики                                                                      | Толстыкина, Лариса Валентиновна     |         | 17 марта 2016                       | |
| Министр угля и энергетики                                                                                | Дубовский, Руслан Михайлович        |         | с 3 декабря 2018 по 17 января 2022  | |
| Министр угля и энергетики                                                                                | Нестеренко, Анатолий Александрович  |         | И. о. с 17 января 2022              | |
| Министр финансов                                                                                         | Чаусова, Яна Сергеевна              |         | 3 декабря 2018                      | |
| Министр экономического развития                                                                          | Половян, Алексей Владимирович       |         | 18 ноября 2015                      | |
| Министр юстиции                                                                                          | Сироватко, Юрий Николаевич          |         | 2 декабря 2018                      | с 7 сентября по 2 декабря 2018 И. о. |

## Правительство Виталия Хоценко (с 8 июня 2022 по 29 апреля 2023)
| Должность                                                                                                | Ф. И. О.                            | Портрет | Срок пребывания в должности            | Примечание |
| Председатель Правительства                                                                               | Хоценко, Виталий Павлович           |         | с 8 июня 2022                          | |
| Первый заместитель Председателя Правительства                                                            | Солнцев, Евгений Александрович      |         | с 11 ноября 2022                       | заместитель Председателя Правительства с 9 июня 2022 по 11 ноября 2022 |
| Первый заместитель Председателя Правительства                                                            | Мингазов, Рустам Рамилевич          |         | с 11 ноября 2022                       | |
| Заместитель Председателя Правительства                                                                   | Переверзева, Татьяна Викторовна     |         | с 2 декабря 2018                       | |
| Заместитель Председателя Правительства                                                                   | Ежиков, Владимир Владимирович       |         | с 11 ноября 2022                       | И. о. Заместителя Председателя Правительства с 21 марта 2022 по 11 ноября 2022 |
| Заместитель Председателя Правительства — руководитель аппарата Правительства                             | Цуканов, Денис Геннадьевич          |         | с 11 ноября 2022                       | |
| Заместитель Председателя Правительства — министр угля и энергетики                                       | Чертков, Андрей Геннадьевич         |         | с 11 ноября 2022                       | Министр угля и энергетики с 2 июля 2022 по 11 ноября 2022 |
| Заместитель Председателя Правительства — министр промышленности и торговли                               | Рущак, Владимир Михайлович          |         | с 11 ноября 2022                       | Министр промышленности и торговли с 20 марта 2020 по 8 июня 2022, и. о. министра промышленности и торговли с 8 июня 2022 по 11 ноября 2022                                                                                     |
| Заместитель Председателя Правительства — министр агропромышленной политики и продовольствия              | Крамаренко, Артем Александрович     |         | с 11 ноября 2022                       | Министр агропромышленной политики и продовольствия с 3 декабря 2018 по 8 июня 2022, и. о. министра агропромышленной политики и продовольствия с 8 июня 2022 по 11 ноября 2022                                                  |
| Заместитель Председателя Правительства                                                                   | Толстыкина, Лариса Валентиновна     |         | с 11 декабря 2022                      | Министр труда и социальной политики с 17 марта 2016 по 8 июня 2022, и. о. министра труда и социальной политики с 8 июня 2022 по 7 ноября 2022, и. о. Заместителя Председателя Правительства с 7 ноября 2022 по 11 декабря 2022 |
| Заместитель Председателя Правительства                                                                   | Антонов, Владимир Николаевич        |         | с 2 декабря 2018 по 7 ноября 2022      | с 7 сентября по 2 декабря 2018 И. о. |
| Министр внутренних дел                                                                                   | Дикий, Алексей Александрович        |         | с 15 апреля 2015                       | |
| Министр государственной безопасности                                                                     | Павленко, Владимир Николаевич       |         | с 14 декабря 2015                      | |
| Министр доходов и сборов                                                                                 | Шмелев, Дмитрий Владимирович        |         | с 2 июля 2022 по 21 февраля 2023       | |
| Министр доходов и сборов                                                                                 | Калус, Константин Евгеньевич        |         | с 17 марта 2023                        | |
| Министр здравоохранения                                                                                  | Гарцев, Дмитрий Анатольевич         |         | с 2 июля 2022                          | |
| Министр иностранных дел                                                                                  | Никонорова, Наталья Юрьевна         |         | 23 февраля 2016 — 20 декабря 2022      | Пост упразднен |
| Министр информации                                                                                       | Антипов Игорь Юрьевич               |         | И. о. с 8 июня 2022                    | Министр с 9 февраля 2017 по 8 июня 2022 |
| Министр культуры                                                                                         | Желтяков, Михаил Васильевич         |         | И. о. с 8 июня 2022                    | Министр с 3 ноября 2015 по 8 июня 2022 |
| Министр спорта и туризма                                                                                 | Громаков, Александр Юрьевич         |         | И. о. с 8 июня 2022 по 16 марта 2023   | Министр с 6 сентября 2017 по 8 июня 2022 |
| Министр спорта и туризма                                                                                 | Мартынов, Юрий Игоревич             |         | с 17 марта 2023                        | |
| Министр образования и науки                                                                              | Колударова, Ольга Павловна          |         | с 2 июля 2022                          | |
| Министр по делам гражданской обороны, чрезвычайным ситуациям и ликвидации последствий стихийных бедствий | Кострубицкий, Алексей Александрович |         | с 12 ноября 2014                       | |
| Министр транспорта                                                                                       | Подлипанов, Дмитрий Викторович      |         | И. о. с 8 июня 2022                    | с 11 июля по 3 декабря 2018 И. о., министр с 3 декабря 2018 по 8 июня 2022 |
| Министр связи                                                                                            | Халепа, Игорь Николаевич            |         | И. о. с 8 июня 2022                    | И. о. с 14 октября 2019 по 7 октября 2020, министр с 7 октября 2020 по 8 июня 2022 |
| Министр строительства и жилищно-коммунального хозяйства                                                  | Наумец, Сергей Сергеевич            |         | И. о. с 8 июня 2022 по 9 сентября 2022 | Министр с 17 сентября 2015 по 8 июня 2022 |
| Министр строительства и жилищно-коммунального хозяйства                                                  | Осипов, Эдуард Александрович        |         | с 9 сентября 2022                      | |
| Министр труда и социальной политики                                                                      | Толстыкина, Лариса Валентиновна     |         | И. о. с 8 июня 2022 по 7 ноября 2022   | Министр с 17 марта 2016 по 8 июня 2022 |
| Министр труда и социальной политики                                                                      | Стрельченко, Денис Игоревич         |         | И. о. с 8 ноября 2022                  | |
| Министр финансов                                                                                         | Чаусова, Яна Сергеевна              |         | И. о. с 8 июня 2022                    | Министр с 3 декабря 2018 по 8 июня 2022 |
| Министр экономического развития                                                                          | Половян, Алексей Владимирович       |         | И. о. с 8 июня 2022 по 18 ноября 2022  | Министр с 18 ноября 2015 по 8 июня 2022 |
| Министр экономического развития                                                                          | Зверков, Владимир Игоревич          |         | с 18 ноября 2022                       | |
| Министр юстиции                                                                                          | Сироватко, Юрий Николаевич          |         | с 2 декабря 2018 по 8 января 2023      | с 7 сентября по 2 декабря 2018 И. о. |
| Министр юстиции                                                                                          | Шамов, Алексей Сергеевич            |         | И. о. с 9 января 2023                  | |
| Министр молодежной политики                                                                              | Макаров, Кирилл Борисович           |         | с 29 сентября 2022                     | |

## Правительство Евгения Солнцева (с 30 апреля 2023)
| Должность                                                                                                | Ф. И. О.                            | Портрет | Срок пребывания в должности | Примечание |
| Председатель Правительства                                                                               | Солнцев, Евгений Александрович      |         | с 30 апреля 2023            | с 11 ноября 2022 по 29 апреля 2023 первый заместитель Председателя Правительства, заместитель Председателя Правительства с 9 июня 2022 по 11 ноября 2022 |
| Первый заместитель Председателя Правительства                                                            | Мингазов, Рустам Рамилевич          |         | И. о. с 30 апреля 2023      | Первый заместитель Председателя с 11 ноября 2022 по 29 апреля 2023 |
| Заместитель Председателя Правительства                                                                   | Переверзева, Татьяна Викторовна     |         | И. о. с 30 апреля 2023      | Заместитель Председателя Правительства с 2 декабря 2018 по 29 апреля 2023 |
| Заместитель Председателя Правительства                                                                   | Ежиков, Владимир Владимирович       |         | И. о. с 30 апреля 2023      | Заместитель Председателя Правительства с 11 ноября 2022 по 29 апреля 2023, И. о. Заместителя Председателя Правительства с 21 марта 2022 по 11 ноября 2022 |
| Заместитель Председателя Правительства — руководитель аппарата Правительства                             | Цуканов, Денис Геннадьевич          |         | И. о. с 30 апреля 2023      | Заместитель Председателя Правительства с 11 ноября 2022 по 29 апреля 2023 |
| Заместитель Председателя Правительства — министр угля и энергетики                                       | Чертков, Андрей Геннадьевич         |         | И. о. с 30 апреля 2023      | Заместитель Председателя Правительства с 11 ноября 2022 по 29 апреля 2023, Министр угля и энергетики с 2 июля 2022 по 11 ноября 2022 |
| Заместитель Председателя Правительства — министр промышленности и торговли                               | Рущак, Владимир Михайлович          |         | И. о. с 30 апреля 2023      | Заместитель Председателя Правительства с 11 ноября 2022 по 29 апреля 2023, Министр промышленности и торговли с 20 марта 2020 по 8 июня 2022, и. о. министра промышленности и торговли с 8 июня 2022 по 11 ноября 2022                                                                                      |
| Заместитель Председателя Правительства — министр агропромышленной политики и продовольствия              | Крамаренко, Артем Александрович     |         | И. о. с 30 апреля 2023      | Заместитель Председателя Правительства с 11 ноября 2022 по 29 апреля 2023, Министр агропромышленной политики и продовольствия с 3 декабря 2018 по 8 июня 2022, и. о. министра агропромышленной политики и продовольствия с 8 июня 2022 по 11 ноября 2022                                                   |
| Заместитель Председателя Правительства                                                                   | Толстыкина, Лариса Валентиновна     |         | И. о. с 30 апреля 2023      | Заместитель Председателя Правительства с 11 декабря 2022 по 29 апреля 2023, Министр труда и социальной политики с 17 марта 2016 по 8 июня 2022, и. о. министра труда и социальной политики с 8 июня 2022 по 7 ноября 2022, и. о. Заместителя Председателя Правительства с 7 ноября 2022 по 11 декабря 2022 |
| Министр внутренних дел                                                                                   | Дикий, Алексей Александрович        |         | И. о. с 30 апреля 2023      | Министр с 15 апреля 2015 по 29 апреля 2023 |
| Министр государственной безопасности                                                                     | Павленко, Владимир Николаевич       |         | И. о. с 30 апреля 2023      | Министр с 14 декабря 2015 по 29 апреля 2023 |
| Министр доходов и сборов                                                                                 | Калус, Константин Евгеньевич        |         | И. о. с 30 апреля 2023      | Министр с 17 марта 2023 по 29 апреля 2023 |
| Министр здравоохранения                                                                                  | Гарцев, Дмитрий Анатольевич         |         | И. о. с 30 апреля 2023      | Министр с 2 июля 2022 по 29 апреля 2023 |
| Министр информации                                                                                       | Антипов Игорь Юрьевич               |         | И. о. с 8 июня 2022         | Министр с 9 февраля 2017 по 8 июня 2022 |
| Министр культуры                                                                                         | Желтяков, Михаил Васильевич         |         | И. о. с 8 июня 2022         | Министр с 3 ноября 2015 по 8 июня 2022 |
| Министр молодежи, спорта и туризма                                                                       | Мартынов, Юрий Игоревич             |         | И. о. с 30 апреля 2023      | Министр с 17 марта 2023 по 29 апреля 2023 |
| Министр образования и науки                                                                              | Колударова, Ольга Павловна          |         | И. о. с 30 апреля 2023      | Министр с 2 июля 2022 по 29 апреля 2023 |
| Министр по делам гражданской обороны, чрезвычайным ситуациям и ликвидации последствий стихийных бедствий | Кострубицкий, Алексей Александрович |         | И. о. с 30 апреля 2023      | Министр с 12 ноября 2014 по 29 апреля 2023 |
| Министр транспорта                                                                                       | Подлипанов, Дмитрий Викторович      |         | И. о. с 8 июня 2022         | с 11 июля по 3 декабря 2018 И. о., министр с 3 декабря 2018 по 8 июня 2022 |
| Министр связи                                                                                            | Халепа, Игорь Николаевич            |         | И. о. с 8 июня 2022         | И. о. с 14 октября 2019 по 7 октября 2020, министр с 7 октября 2020 по 8 июня 2022 |
| Министр строительства и жилищно-коммунального хозяйства                                                  | Осипов, Эдуард Александрович        |         | И. о. с 30 апреля 2023      | Министр с 9 сентября 2022 по 29 апреля 2023 |
| Министр труда и социальной политики                                                                      | Стрельченко, Денис Игоревич         |         | И. о. с 8 ноября 2022       | |
| Министр финансов                                                                                         | Чаусова, Яна Сергеевна              |         | И. о. с 8 июня 2022         | Министр с 3 декабря 2018 по 8 июня 2022 |
| Министр экономического развития                                                                          | Зверков, Владимир Игоревич          |         | И. о. с 30 апреля 2023      | Министр с 18 ноября 2022 по 29 апреля 2023 |
| Министр юстиции                                                                                          | Шамов, Алексей Сергеевич            |         | И. о. с 9 января 2023       | |

## Факты
- В состав правительства в разное время входили граждане России — Игорь Стрелков, Александр Бородай, а также граждане с двойным гражданством ПМР и России[81], активные участники оппозиционной к президенту ПМР Е.Шевчуку про-смирновской партии «Родина»[82]: экс-сотрудник главного управления охраны общественного порядка МВД СССР по Латвийской ССР, экс-председатель МГБ ПМР Владимир Антюфеев, экс-вице-президент ПМР Караман, Александр Акимович, экс-заместитель председателя (начальник управления внутренней безопасности) МГБ ПМР Андрей Пинчук, экс-сотрудник МВД ПМР и экс-начальник 7-го отдела МГБ ПМР[83] Олег Береза[84])[85][86][87][88][89].
- Состав правительства с момента его возникновения, подвергался многочисленным перестановкам. В частности, за время правления премьера ДНР Александра Захарченко были арестованы министры топлива и энергетики ДНР Андрей Грановский и Евгений Файницкий, министр культуры Юрий Лекстутис, вице-премьер Александр Калюсский, министр агропромышленности Алию Камара, министр юстиции ДНР Екатерина Филиппова. Большинство их часть находится под стражей, в основном им вменяют хищения и злоупотребление должностными полномочиями[90]. По оценке политолога Романа Манекина, аресты министров практиковались и при Александре Бородае. Но тогда процедура была иной: аресты проходили без всякого юридического оформления и срока[90].